# Wielka Wieś (Starachowice)
Pour les articles homonymes, voir Wielka Wieś.
Wielka Wieś est une localité polonaise de la gmina de Wąchock, située dans le powiat de Starachowice en voïvodie de Sainte-Croix.